# Thuggish Ruggish Bone
Thuggish Ruggish Bone è il singolo di debutto del gruppo hip hop Bone Thugs-n-Harmony, pubblicato nel 1994 ed estratto dall'album Creepin on ah Come Up. Il brano è stato realizzato in collaborazione con la cantante Shatasha Williams.

## Tracce
1. Thuggish Ruggish Bone (EP Version) (featuring Shatasha Williams) - 4:40
2. Thuggish Ruggish Bone (Instrumental) - 4:32
3. Thuggish Ruggish Bone (A Capella) - 4:40